# Alfred Letourneur
Alfred Letourneur, né le 25 juillet 1907 à Amiens, et décédé le 4 janvier 1975 à New York est un coureur cycliste professionnel. Il a battu le record du monde de vitesse derrière moto. Surnommé Le Môme, en France, son surnom était Le diable rouge aux États-Unis.

## Biographie
Son père, forgeron, lui a appris à faire du vélo dès son plus jeune âge. Ses parents séparés l'ont envoyé vivre chez un oncle qui travaillait dans une laiterie. Son père a été capturé pendant la Première Guerre mondiale par les Allemands en 1917 et a été exécuté avec 14 autres prisonniers. Sa mère s'est marié à la fin de la guerre. Letourneur est parti à Paris et a travaillé comme livreur avec un tricycle faisant des courses pour plusieurs patrons parcourant 100 km par jour.
En 1923, Il a été initié au cyclisme par l'ancien champion du monde de vitesse, Edmond Jacquelin. Ils ont vécu ensemble des temps difficiles.
Letourneur était employé dans une épicerie de la rue Guersant. Il faisait des  courses cyclistes sur triporteur et travaillait aussi à clore les sacs qu’on venait de remplir avec des agrafes spéciales. Robert Joly, le président du club amateur, « Gros-Caillou Sportif » alla voir un des chefs de service, on lui parla de Letourneur, qui voulait courir en vélo. Joly l'invite à venir au club, Un mois se passe, le « môme » n’était pas venu. Il arrive un jour, sa casquette à la main, tout menu, tout timide, il court sur la piste du  Vel d'Hiv. Le jour du « gala Guignard », il manquait un coureur, on le remplace par Letourneur qui court si bien, ressemblant à Maurice Brocco dans sa façon de pédaler, que Desmarets, le remarque, lui dit de venir le voir. Lors d’une grande américaine on lui fait faire équipe avec Georges Faudet. L’équipe gagne, Letourneur est lancé.
Letourneur a été coureur cycliste professionnel de 1928 à 1942. Il a couru principalement aux États-Unis et au Canada.
De 1930 à 1938, il compte 21 victoires sur les courses de six jours aux États-Unis et au Canada, faisant équipe, entre autres, avec Marcel Guimbretière, puis Gerard Debaets, ainsi que Franco Giorgetti.
Il obtient également quatre victoires lors du championnat des États-Unis de demi-fond en 1932, 1933, 1934 et 1935.
Letourneur était connu pour son fier tempérament et la presse l'a décrit comme une prima donna antique.
En 1937, il fut, sans doute, l'inspirateur d'Edward Hopper pour son tableau French Six-Day Bicycle Rider
Le 22 octobre 1938, Alfred Letourneur a battu le record de vitesse sur un vélo, derrière une moto, atteignant 147,058 km/h à sur le vélodrome de Montlhéry.
Le 17 mai 1941, il a de nouveau battu le record, atteignant 175,29 km/h sur un vélo Schwinn roulant derrière une voiture spécialement équipée, sur une autoroute près de Bakersfield (Californie), en présence de Jean Gabin.
En 1947, il dépose un brevet pour un dérailleur aux États-Unis. Au cours de la même année, à Van Nuys en Californie, il tracte une caravane de la marque "Airstream", le modèle "Liner" mesurant 22 pieds (6,65m) pour montrer à quel point cette nouvelle ligne était légère.

## Palmarès
- 1926
  - 2e de la Grande finale de « la course de la Médaille »
  - Prix Goullet-Fogler, avec Georges Faudet[6].
- 1927
  - Prix Dupré-Lapize, Course à l'américaine, avec Georges Rouyer
  - Prix Goullet-Fogler avec Paul Broccardo
- 1928
  - 2e des Six jours de Chicago
  - 2e des Six jours de Détroit
  - 2e des Six jours de New York
  - 3e du Prix Dupré-Lapize
- 1929
  - 2e des Six jours de Chicago (1)
  - 2e des Six jours de Chicago (2)
  - 3e des Six jours de New York
- 1930
  - Six jours de Chicago avec Marcel Guimbretière
  - 2e du Prix Dupré-Lapize
- 1931
  - Six jours de New York avec Marcel Guimbretière [7]
  - 2e des Six jours de Chicago (1)
  - 2e des Six jours de Chicago (2)
- 1932
  -  Championnat des États-Unis de demi-fond
  - Six jours de Philadelphie avec Marcel Guimbretière
  - 2e des Six jours de Chicago
  - 2e des Six jours de Montréal
  - 2e des Six jours de Toronto
  - 3e des Six jours de New York
  - 3e des Six jours de Chicago
  - 3e des Six jours de Philadelphie
  - 3e des Six jours de New York
- 1933
  -  Championnat des États-Unis de demi-fond[8]
  - Six jours de Toronto (2) avec Henri Lepage
  - Six jours de New York avec Gerard Debaets
  - Six jours de New York avec William Peden[9]
  - Six jours de Chicago avec Gerard Debaets
  - Six jours de Montréal avec Gerard Debaets
  - Six jours de Toronto (1) avec Gerard Debaets
  - 2e des Six jours de Chicago
  - 3e des Six jours de Montréal (2)
- 1934
  - Six jours de Buffalo avec Gerard Debaets
  - Six jours de Chicago avec Gerard Debaets
  - Six jours de Détroit avec Gerard Debaets
  -  Championnat des États-Unis de demi-fond
  - Six jours de New York avec Gerard Debaets
  - Six jours de Philadelphie avec Gerard Debaets
  - 2e des Six jours de Montréal
- 1935
  -  Championnat des États-Unis de demi-fond
  - Six jours de New York (avec Franco Giorgetti)
  - Six jours de Chicago (avec Franco Giorgetti)
  - Six jours de Buffalo (avec Franco Giorgetti)
  - Six jours de Cleveland avec Tino Reboli (de)
- 1938
  - Six jours de Buffalo avec Omer De Bruycker
  - Six jours de Buffalo avec Omer De Bruycker
- 1940
  - 3e des Six jours de Washington
- 1947
  - 2e des Six jours de Buffalo
- 1949
  - Dix huit jours de Montréal, avec les « Red Devils », équipe mixte avec René Cyr, Lucette Lauck et Francine Bettuzzi